# Scambus brevicornis
Scambus brevicornis là một loài tò vò trong họ Ichneumonidae.